# Marika Rennerfelt
Anna Marika Carina Rennerfelt, född 3 juni 1946, är programledare i Sveriges Radios rikskanaler P3 och P4 och även på Sveriges Radio Halland Tidigare var hon programledare för aktualitetsprogrammet P4 Extra. 
Hon har lett program som Väderbiten, Tidig morgon, Vaken med P3 och P4, Efter tre, Frukostbrickan, Tuppen, Carpe Diem och Sommarsverige.
Hon är filosofie kandidat och utbildad koreolog.